# Martínez de la Torre (kommun)
Martínez de la Torre är en kommun i Mexiko.   Den ligger i delstaten Veracruz, i den sydöstra delen av landet, 230 km öster om huvudstaden Mexico City.
Följande samhällen finns i Martínez de la Torre:
- Martínez de la Torre
- El Progreso
- La Unión Paso Largo
- Villanueva
- Pueblo Viejo Dos
- La Piedrilla
- La Colmena
- José María Morelos y Pavón
- Las Cañadas Martínez
- Vega Redonda
- Flamencos
- Arroyo Negro
- Arroyo de Fierro
- La Poza
- Tres Encinos
- El Diamante
- Graciano Sánchez
- Nueva Italia
- Tierra Blanca
- Colonia Agrícola la Suriana